# De-icing

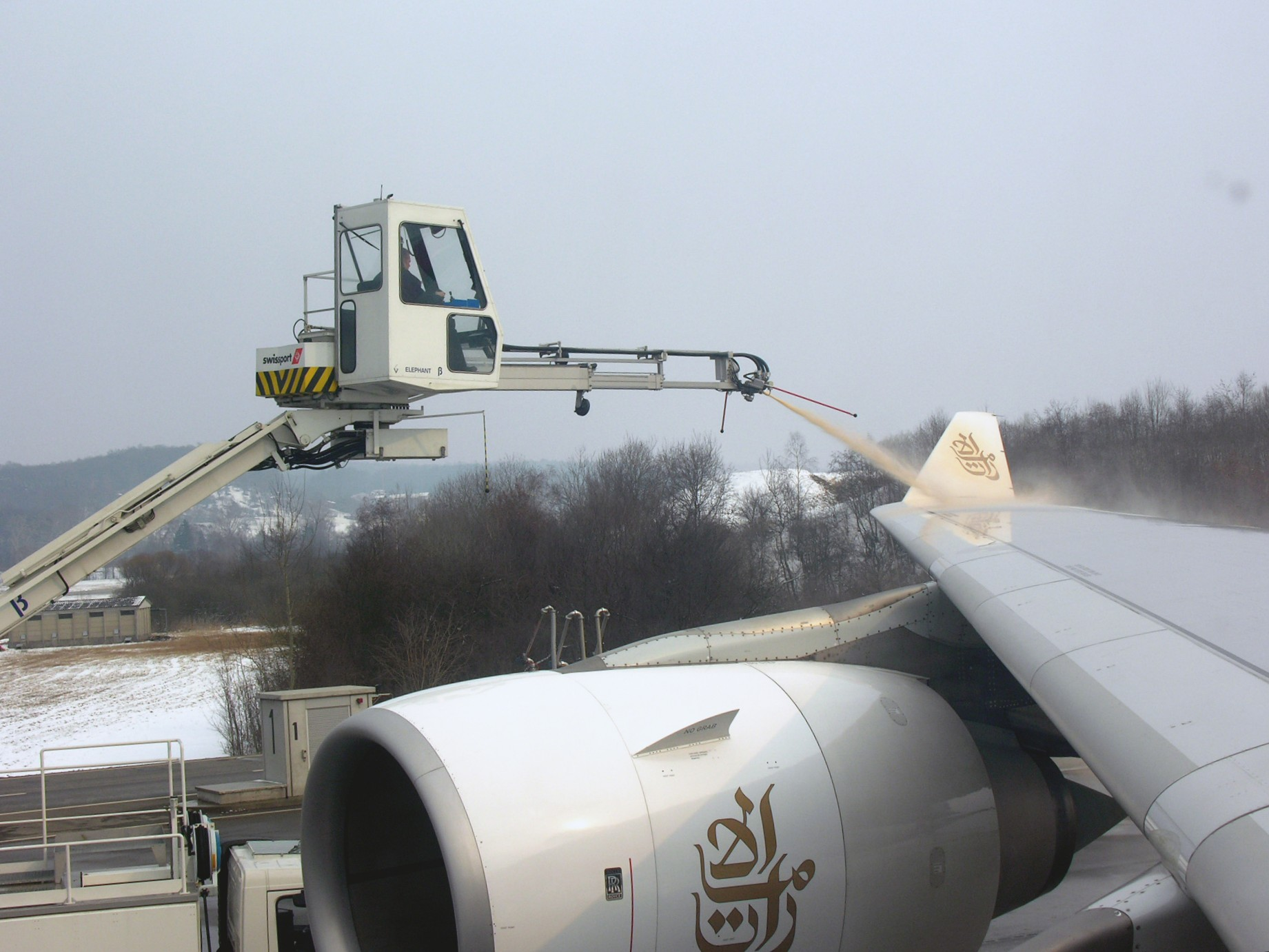
De-icing di un Airbus A340-500 della compagnia aerea Emirates all'aeroporto internazionale di Zurigo

Il de-icing o deicing (pronuncia [ˈdiːˈaɪsɪŋ]) – in italiano sghiacciamento, rimozione neve e ghiaccio o sgombero neve e ghiaccio – è il processo di rimozione di ghiaccio, neve, brina o pioggia mista a neve dalle ali, dai piani di coda, dalle antenne, eliche, prese di pressione, e dalla fusoliera di un velivolo.
L'anti-icing – in italiano antighiaccio o prevenzione ghiaccio – è il trattamento (generalmente eseguito subito dopo il de-icing) volto a prevenire la formazione di ghiaccio o eliminare gli effetti delle precipitazioni nevose sul velivolo fino al momento del decollo. L'arco di tempo che va dalla fine del processo di anti-icing al riformarsi di ghiaccio o accumuli di neve sulle superfici trattate è definito holdover time.
Le due procedure possono essere eseguite contemporaneamente in una sola applicazione (one-step) o a breve distanza l'una dall'altra (two-step).

## Fluidi
I fluidi decongelanti sono suddivisi in quattro categorie a seconda delle loro proprietà: tipo I, tipo II, tipo III, tipo IV.
| Tipo di fluido   | Specifiche ISO | Specifiche SAE |
| ---------------- | -------------- | -------------- |
| Tipo I           | ISO 11075      | AMS 1424       |
| Tipo II, III, IV | ISO 11078      | AMS 1428       |

Il tipo I è un fluido newtoniano usato prevalentemente per sciogliere il ghiaccio accumulato, ma che, data la sua bassa viscosità, è poco adatto a fornire protezione dal riformarsi del ghiaccio. Viene usato quasi unicamente nel processo di de-icing con acqua calda, in soluzione più o meno concentrata a seconda delle temperatura esterna.
I fluidi di tipo II, III e IV sono non newtoniani (pseudo-plastici) ed hanno la caratteristica di scivolare via più lentamente dalle superfici trattate, garantendo una maggiore efficacia della protezione antigelo.
L'impatto sull'ambiente di questi fluidi non è trascurabile. In alcuni aeroporti sono ancora in uso fluidi a base di glicole etilenico, tossico per ingestione. Anche il suo sostituto, il glicole propilenico, sebbene sia classificato come non tossico, ha un effetto negativo sulla vita acquatica. Apposite infrastrutture di contenimento permettono di riciclare parte dei fluidi spruzzati una volta separati da acqua, detriti e contaminanti vari.

## De-icing
Il primo passaggio di una procedura in due fasi (two step) può essere eseguito con metodi meccanici (spazzole, raschietti); con l'applicazione di calore; con appositi fluidi che abbassano il punto di congelamento dell'acqua; con una combinazione di queste tecniche.
Il procedimento più usato nel de-icing è quello che prevede acqua calda (ad una temperatura non inferiore ai 60 °C) o una miscela di acqua calda e fluido decongelante spruzzato ad alta pressione sul velivolo che scioglie le formazioni di ghiaccio e gli accumuli di neve presenti sull'aeromobile. Le percentuali di concentrazione fluido/acqua e il tipo di fluido usato dipendono dalla temperatura esterna.
Il metodo termico, invece, prevede lo scioglimento del ghiaccio mediante getti di aria calda e/o stufe ad infrarossi che riscaldando le superfici metalliche permettendo un rapido distacco e caduta al suolo degli agenti contaminanti. Un portale ad infrarossi, come quello installato presso l'aeroporto internazionale John F. Kennedy nel 2008, può ridurre fino al 90% la quantità di fluido antigelo utilizzato.

## Anti-icing

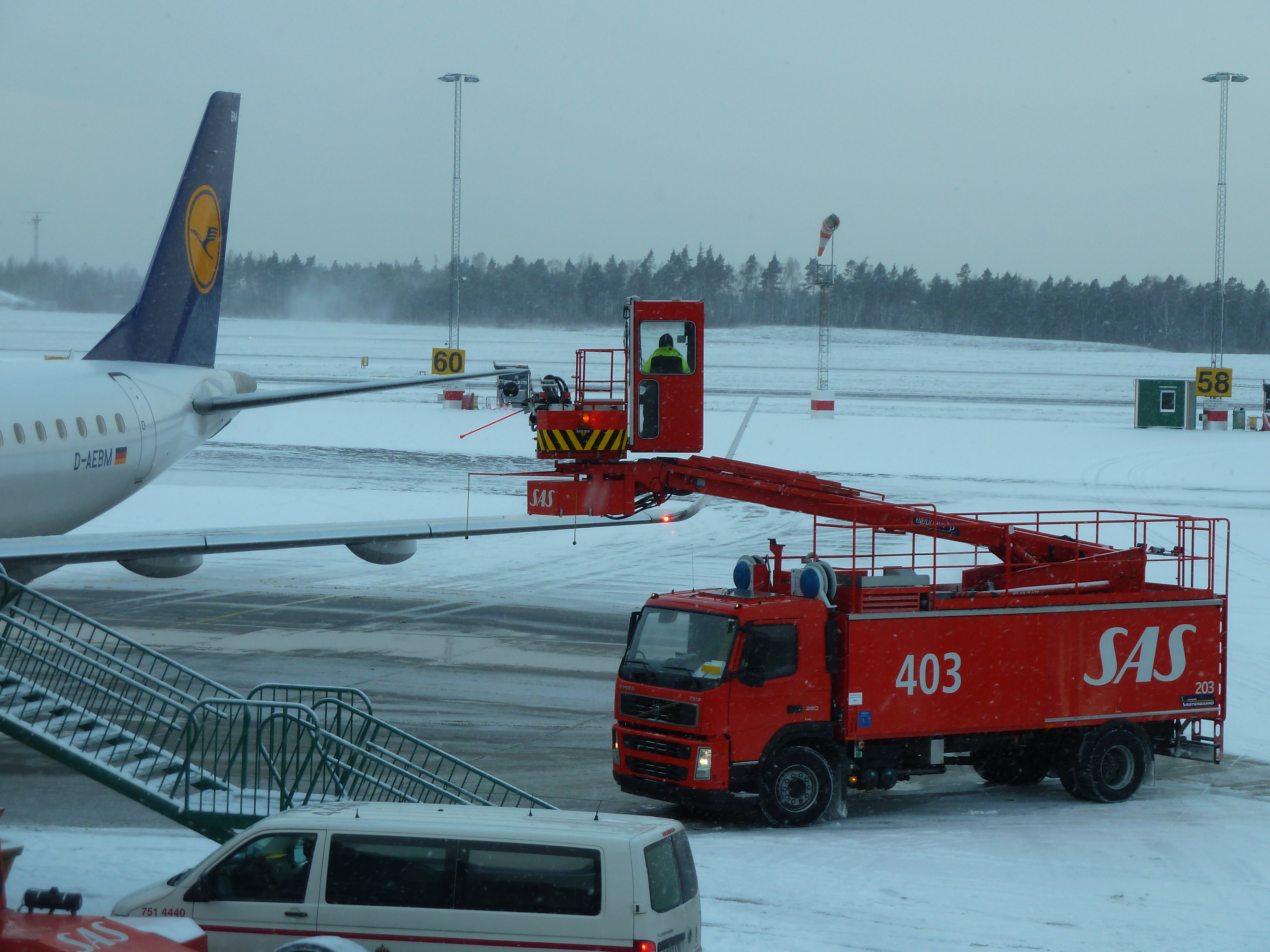
Anti-icing di un aeroplano Lufthansa presso l'aeroporto Landvetter di Göteborg

L'anti-icing (secondo passaggio di una procedura in due fasi) deve essere eseguito prima che la miscela usata per il de-icing (prima fase) si congeli, per evitare il possibile riformarsi del ghiaccio. In questa fase si usano generalmente miscele a temperatura ambiente a varie concentrazioni di acqua e fluidi di tipo II, III o IV, a seconda della disponibilità presso l'aeroporto e della compatibilità con il velivolo da trattare, che vengono spruzzate sulle zone interessate, tipicamente ali, piani di coda e fusoliera. La protezione assicurata da questo trattamento è da intendersi fino a quando il velivolo inizia la corsa di decollo, in quanto in volo il velivolo ha i propri impianti di sghiacciamento che assicurano la necessaria protezione.
Il periodo di tempo in cui il fluido antigelo è efficace contro la riformazione di ghiaccio sulle superfici del velivolo (holdover time) è suggerito in apposite tabelle pubblicate, ad esempio, dalla Federal Aviation Administration (FAA). I valori riportati definiscono per ogni concentrazione di fluido/acqua, temperatura esterna e tipo di precipitazione presente l'intervallo di tempo (nel formato ore:minuti) in cui il trattamento applicato è efficace. Si va da pochi minuti nel caso di bassa temperatura esterna e precipitazioni di pioggia sopraffusa, a più di un'ora in caso di condizioni meteorologiche favorevoli alla formazione di brina con temperature prossime a 0 °C.
In queste tabelle le percentuali di fluido/acqua considerate sono fisse: 100/0 – 75/25 – 50/50. Il primo valore esprime la percentuale in volume di fluido nella miscela mentre il secondo la percentuale in volume dell'acqua.

### Problemi del trattamento in un unico passaggio
In una applicazione in un'unica fase, lo sghiacciamento e la successiva protezione vengono assicurati con un unico passaggio di un'opportuna miscela (tipicamente riscaldata) di acqua e fluido di tipo II, III o IV, riducendo la quantità di liquido utilizzato ed il tempo necessario rispetto alla procedura in due parti.
L'applicazione ripetuta di questo tipo di trattamento, però, ha lo svantaggio di creare dei residui che tendono ad accumularsi nelle zone aerodinamicamente calme del velivolo. Anche a distanza di giorni o mesi, quando l'aeromobile passa attraverso una zona umida (nube o pioggia), i residui si reidratano assumendo una consistenza gelatinosa. In quota, a temperature molto inferiori agli 0 °C, questi residui possono ghiacciare ed eventualmente bloccare cavi di comando o altri componenti critici per il controllo del velivolo con conseguenze catastrofiche. EASA ed FAA hanno più volte richiamato l'attenzione degli Operatori aerei su questa problematica, richiedendo controlli periodici aggiuntivi per scongiurare la presenza di questi residui.
I residui di fluido non newtoniano vengono normalmente eliminati durante il de-icing eseguito con acqua calda o con una miscela di acqua e fluido tipo I in un processo in due passaggi. Questo primo passaggio è anche efficace per rimuovere eventuali residui di liquidi anticongelanti usati per le piste e le vie di rullaggio degli aeroporti (tipicamente acetati di metalli alcalini) e che vengono sollevati dalle ruote del velivolo e spruzzati sull'aeromobile. Questi residui, mescolandosi con fluidi anticongelanti non newtoniani, ne riducono notevolmente l'efficacia (holdover time). Anche per questo motivo l'esecuzione ripetuta di procedure one-step di de-icing/anti-icing con fluidi di tipo II, III o IV è fortemente sconsigliata.